# Unorthodox Behaviour
Unorthodox Behaviour es el primer álbum de estudio del grupo de Jazz fusión inglés Brand X. Fue producido por Brand X y Dennis MacKay y publicado por "Caroline Blue Plate" y "Charisma Records" en 1976. A su vez, el álbum llegó al puesto 191 de Billboard en los Estados Unidos. En 1989, Virgin Records reeditó "Unorthodox Behaviour" en formato de CD.

## Canciones
Todas las canciones compuestas por Phil Collins, John Goodsall, Percy Jones y Robin Lumley.
1. "Nuclear Burn" - 6:23.
2. "Euthanasia Waltz" - 5:42.
3. "Born Ugly" - 8:14.
4. "Smacks of Euphoric Hysteria" - 4:30.
5. "Unorthodox Behaviour" - 8:29.
6. "Running of Three" - 4:38.
7. "Touch Wood" - 3:04.

## Músicos
- John Goodsall: Guitarras.

- Phil Collins: Percusión.

- Percy Jones: Bajo.

- Robin Lumley: Teclados.